# Pheidologeton rugosus
Pheidologeton rugosus é uma espécie de formiga do gênero Pheidologeton, pertencente à subfamília Myrmicinae.